# Randy Givens
Randy Givens (eigentlich Bernadette Jenelle Givens; * 27. März 1962 in Alexandria, Louisiana) ist eine ehemalige US-amerikanische Sprinterin.
1983 gewann sie bei der Universiade Gold über 200 Meter und Silber über 100 Meter. Bei den Panamerikanischen Spielen in Caracas siegte sie über 200 Meter und in der 4-mal-100-Meter-Staffel, bei den Weltmeisterschaften in Helsinki erreichte sie über 200 Meter das Halbfinale.
Bei den Olympischen Spielen 1984 in Los Angeles wurde sie Sechste über 200 Meter, und bei den Panamerikanischen Spielen 1987 in Indianapolis gewann sie über diese Distanz Silber.
1984 wurde sie für die Florida State University startend NCAA-Meisterin über 100 und 200 Meter.

## Persönliche Bestzeiten
- 100 m: 11,27 s, 21. April 1984, Tallahassee
- 200 m: 22,31 s, 19. Juni 1983, Indianapolis
  - Halle: 23,56 s, 1. Februar 1985, Sindelfingen